# Балкань
Балкань, Балкані (рум. Balcani) — село у повіті Бакеу в Румунії. Входить до складу комуни Балкань.
Село розташоване на відстані 247 км на північ від Бухареста, 29 км на захід від Бакеу, 97 км на південний захід від Ясс, 131 км на північний схід від Брашова.

## Населення
За даними перепису населення 2002 року у селі проживали 1650 осіб, усі — румуни. Усі жителі села рідною мовою назвали румунську.